# 腾冲尾孢虫
腾冲尾孢虫（学名：Henneguya tengchongensis）为尾孢科尾孢虫属的动物。在中国，分布于云南等地，营寄生生活，寄生在黄斑褶鮡的鳃。
种加名 tengchongensis 意为“腾冲的”。